# Lødingens kommun
Lødingens kommun (norska: Lødingen kommune, nordsamiska: Lodegiid suohkan) är en kommun i Nordland fylke i norra Norge. Kommunen ligger sydöst på ön Hinnøya och gränsar i norr till kommunerna Sortland och Kvæfjord, i öster till Tjeldsunds kommun, i sydväst till Vågans kommun och i väster till Hadsels kommun.
Kommunens centralort är tätorten Lødingen som hade 1 734 invånare 2012. Orten ligger vid riksväg 85 och har färjeförbindelse med Bognes vid Tysfjorden, på andra sidan Vestfjorden.
Lødingens kommun är en del av regionen Ofoten, men har också mycket samarbete med Vesterålen.

## Administrativ historik
Lødingens kommun grundades på 1830-talet, samtidigt med flertalet andra norska kommuner.
Kommunen delades första gången 1869 då Tysfjords kommun bildades. Andra delningen skedde 1909 då Tjeldsunds kommun bildades. 1962 överfördes ett område med 433 invånare till Ballangens kommun.
Dagens gränser kommer från 1964 då ett område på ön Tjeldøya med 297 invånare överfördes till Tjeldsunds kommun.

## Tätorter
I Lødingens kommun finns en tätort:
- Lødingen (centralort)

## Socknar
Inom Norska kyrkan motsvaras Lødingens kommun av Lødingens socken i Vesterålens prosteri i Sør-Hålogalands stift.

## Sevärdheter
- Skulpturen Øye i stein är en del av Skulpturlandskap Nordland.
- Norges telemuseum
- Losmuseet

## Bilder

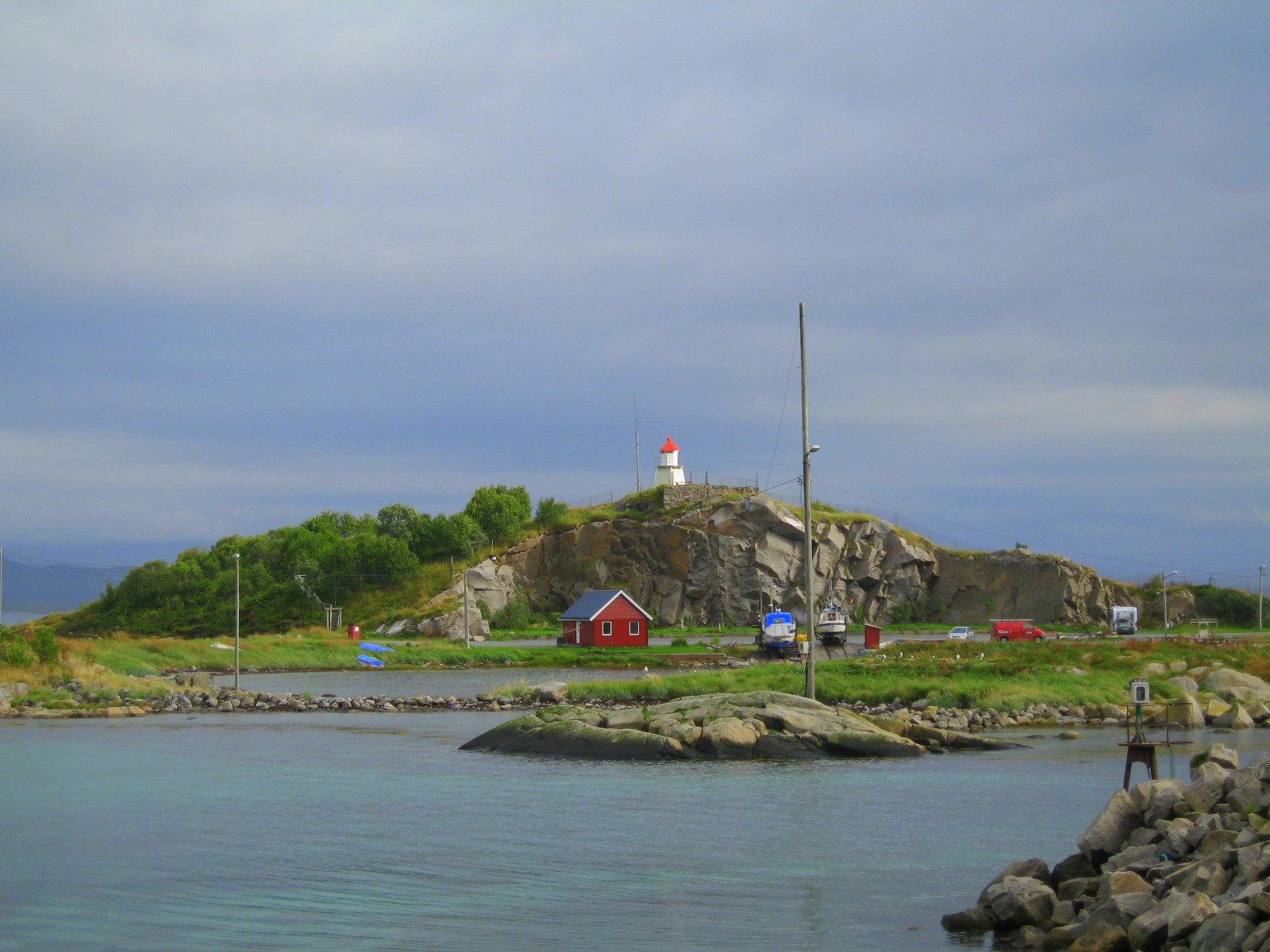
Hjertholmen i Lødingen.
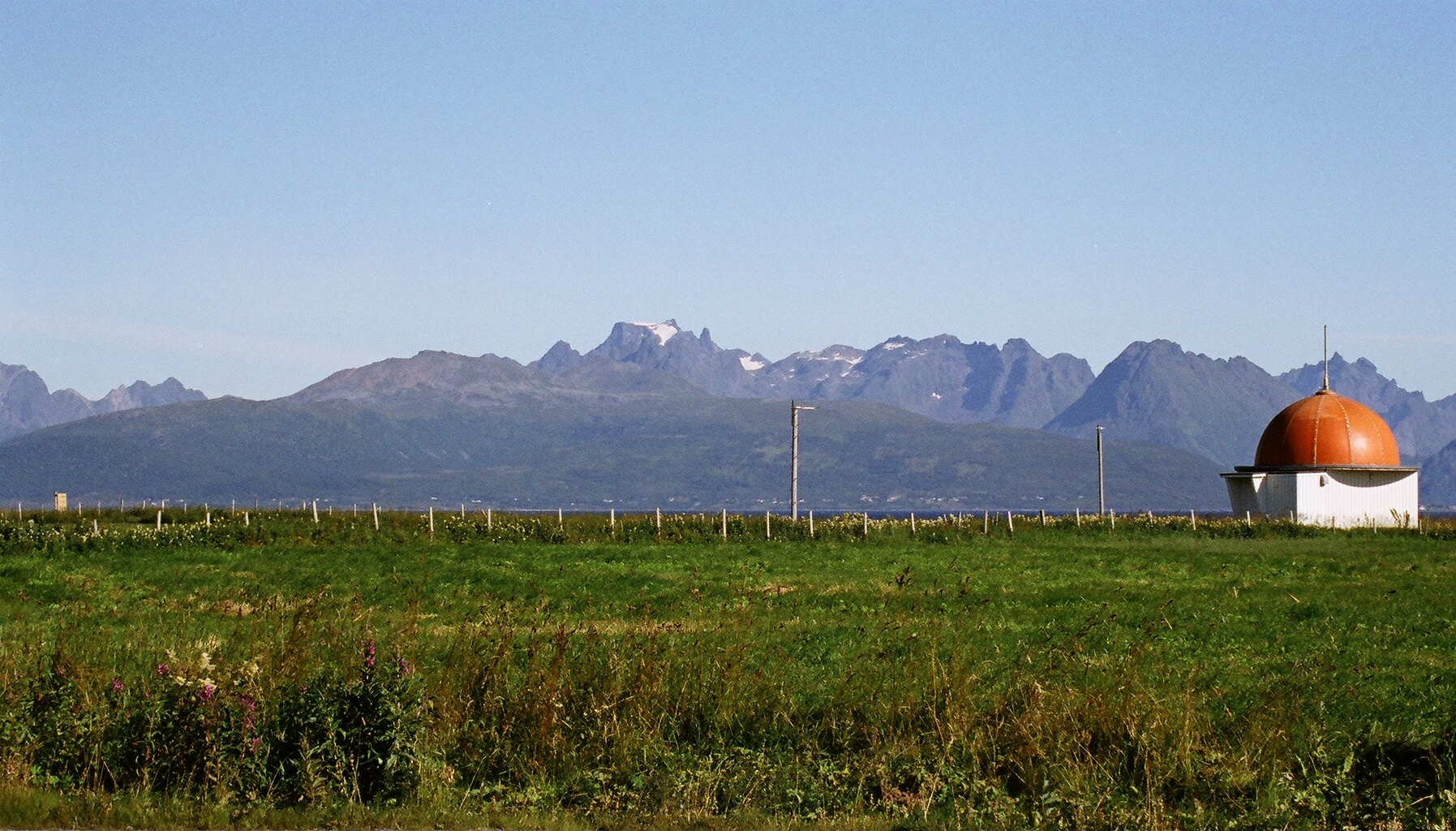
Fjället Moysalen sett från Stokmarknes flygplats.